# ハッザーア・ビン・ザーイド・スタジアム
ハッザーア・ビン・ザーイド・スタジアム（アラビア語: استاد هزاع بن زايد、ラテン文字表記：Hazza bin Zayed Stadium）は、アラブ首長国連邦 (UAE)・アブダビ首長国のアル・アインにある多目的スタジアム。UAEプロリーグに所属するアル・アインFCのホームスタジアムで、主にサッカーの試合に使用される。

## 概要
2014年に開場し、収容人数は約25,000人である。スタジアム名はアル・アインFCのオーナーであり、UAE大統領・ムハンマド・ビン・ザーイド・アール・ナヒヤーンの弟であるハッザーア・ビン・ザーイド・アール・ナヒヤーンにちなむ。
ヤシの木をモチーフとした膜パネルと鋼構造のファサードに特色を持つ。非対称の屋根は午後5時45分以降にスタジアム内を全て日陰で覆えるように計算されたものである。
2017年にアラブ首長国連邦で開催されたFIFAクラブワールドカップ2017で使用されたほか、2019年に開催されたAFCアジアカップ2019の会場の一つともなった。

## ギャラリー

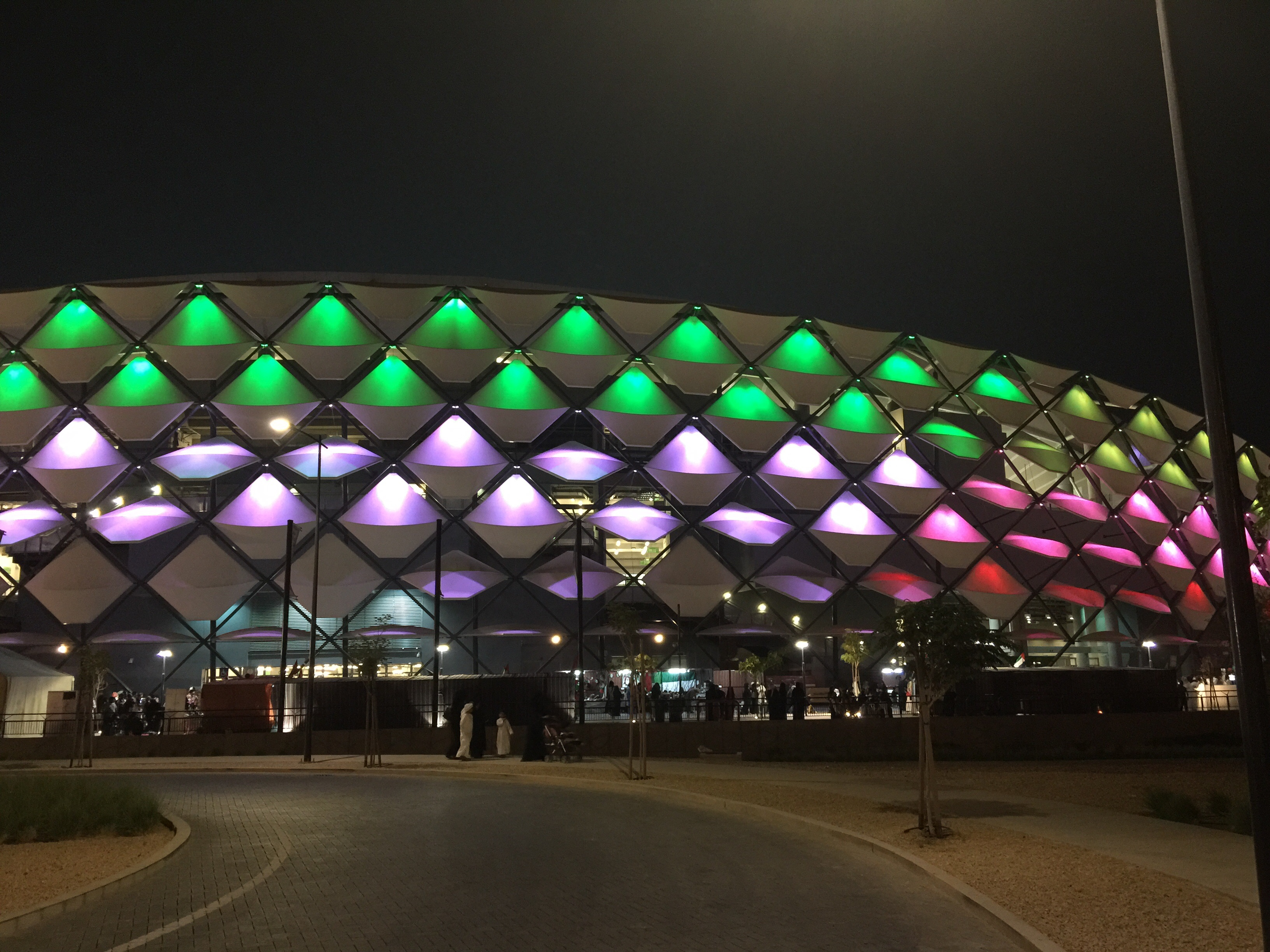
スタジアム外部のファザード
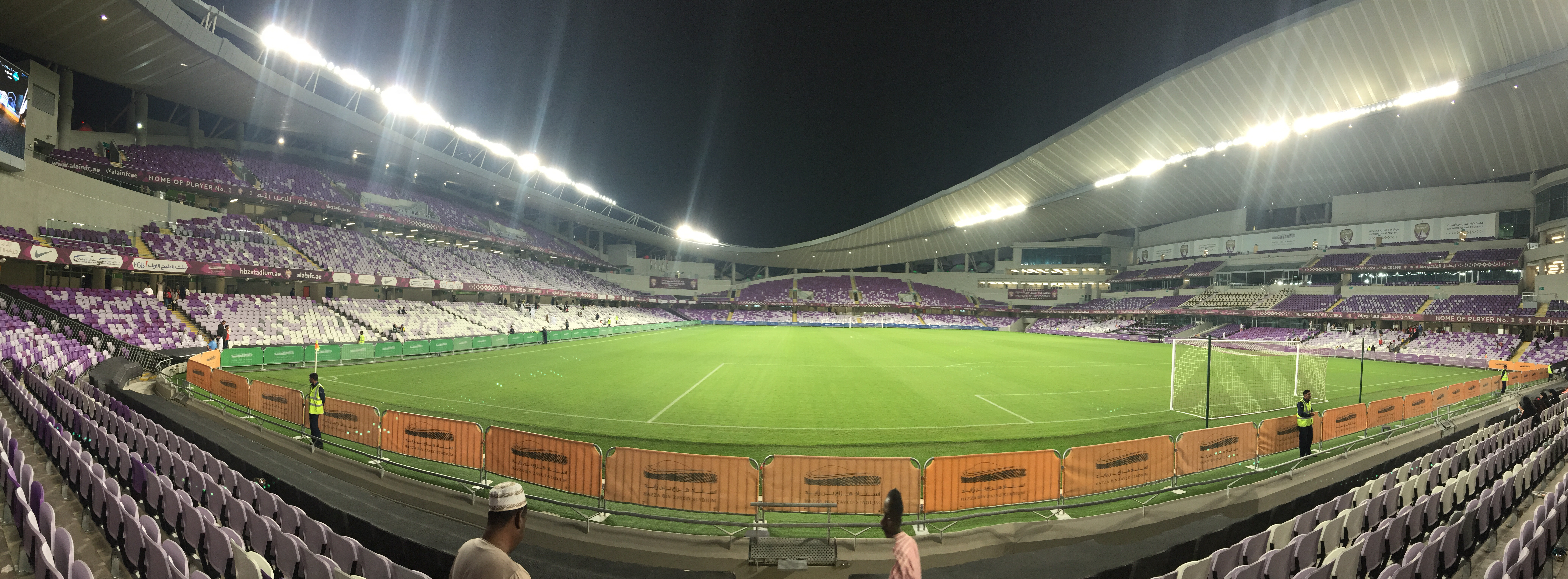
サイドスタンドから